# Brooksville (Kentucky)
Brooksville es una ciudad ubicada en el condado de Bracken en el estado estadounidense de Kentucky. En el Censo de 2010 tenía una población de 642 habitantes y una densidad poblacional de 664,87 personas por km².

## Geografía
Brooksville se encuentra ubicada en las coordenadas 38°40′56″N 84°4′3″O / 38.68222, -84.06750. Según la Oficina del Censo de los Estados Unidos, Brooksville tiene una superficie total de 1.55 km², de la cual 1.55 km² corresponden a tierra firme y (0%) 0 km² es agua.

## Demografía
Según el censo de 2010, había 642 personas residiendo en Brooksville. La densidad de población era de 664,87 hab./km². De los 642 habitantes, Brooksville estaba compuesto por el 98.75% blancos, el 0.16% eran afroamericanos, el 0% eran amerindios, el 0% eran asiáticos, el 0% eran isleños del Pacífico, el 0.47% eran de otras razas y el 0.62% pertenecían a dos o más razas. Del total de la población el 1.4% eran hispanos o latinos de cualquier raza.